# نيكولاي تومسون
نيكولاي تومسون (بالدنماركية: Nicolaj Thomsen)‏ (8 مايو 1993 الدنمارك - ) هو لاعب كرة قدم دانمركي، يلعب كلاعب وسط.

## وصلات خارجية
نيكولاي تومسون على موقع الاتحاد الأوربي (الإنجليزية)
- نيكولاي تومسون على موقع اتحاد النرويج (النرويجية)
- نيكولاي تومسون على موقع قاعدة بيانات كرة القدم.إي يو (الإنجليزية)
- نيكولاي تومسون على موقع ناشيونال فوتبول تيمز (الإنجليزية)
- نيكولاي تومسون على موقع Soccerbase.com (لاعب) (الإنجليزية)
- نيكولاي تومسون على موقع Soccerway.com (الإنجليزية)